# Circondario di Friedland
Il circondario di Friedland, dal 1927 circondario di Bartenstein, era un circondario tedesco, nella regione della Prussia Orientale. Esistette dal 1818 al 1945.

## Suddivisione
Al 1º gennaio 1945 il circondario comprendeva le città di Bartenstein (Ostpr.), Domnau, Friedland (Ostpr.) e Schippenbeil, 73 comuni e 1 Gutsbezirk.